# Santa Cruz Amilpas (kommun)
Santa Cruz Amilpas är en kommun i Mexiko.   Den ligger i delstaten Oaxaca, i den sydöstra delen av landet, 400 km sydost om huvudstaden Mexico City.
Följande samhällen finns i Santa Cruz Amilpas:
- Santa Cruz Amilpas